# Bulgária na Universíada de Verão de 2021
A Bulgária participou da Universíada de Verão de 2021, que aconteceu em Chengdu, na China, entre 28 de julho e 8 de agosto de 2023.
Foram cinco atletas — três masculinos e dois femininos — em três modalidades olímpicas.

## Competidores
Estas foram as modalidades e atletas que disputaram a edição:
| Esporte           | Masculino | Feminino | Total |
| ----------------- | --------- | -------- | ----- |
| Atletismo         | 2         | 0        | 2     |
| Ginástica rítmica | 0         | 2        | 2     |
| Taekwondo         | 1         | 0        | 1     |
| Total             | 3         | 2        | 5     |

## Medalhas

### Medalhistas
Estas foram as medalhistas desta edição:
| Medalha | Esporte           | Atleta              | Prova                         |
| ------- | ----------------- | ------------------- | ----------------------------- |
| Ouro    | Ginástica rítmica | Tatyana Volozhanina | Feminino – Individual – Maças |
| Bronze  | Ginástica rítmica | Tatyana Volozhanina | Feminino – Individual – Bola  |

### Por modalidade
Estas foram as medalhas por modalidade nesta edição:
| Esporte           | Medalha de ouro | Medalha de prata | Medalha de bronze | Total de medalhas |
| ----------------- | --------------- | ---------------- | ----------------- | ----------------- |
| Ginástica rítmica | 1               | 0                | 1                 | 2                 |
| Total             | 1               | 0                | 1                 | 2                 |

## Desempenho

### Atletismo
Masculino
Provas de campo
| Atleta                     | Evento                | Qualificação | Qualificação | Final       | Final       | Ref.        |
| Atleta                     | Evento                | Distância    | Pos.         | Distância   | Pos.        | Ref.        |
| -------------------------- | --------------------- | ------------ | ------------ | ----------- | ----------- | ----------- |
| Valentin Andrianov Andreev | Lançamento de martelo | 70.45 q      | 2            | NM          | —           | [ 3 ] [ 4 ] |
| Zhivko Todorov Gospodinov  | Lançamento de martelo | 63.51        | 6            | Não avançou | Não avançou | [ 3 ] [ 4 ] |

### Ginástica rítmica
| Atleta              | Evento | Qualificação | Qualificação | Qualificação | Qualificação | Qualificação | Qualificação | Final       | Final       | Final       | Final       | Final   | Final             | Ref.                 |
| Atleta              | Evento |              |              |              |              | Total        | Pos.         |             |             |             |             | Total   | Pos.              | Ref.                 |
| ------------------- | ------ | ------------ | ------------ | ------------ | ------------ | ------------ | ------------ | ----------- | ----------- | ----------- | ----------- | ------- | ----------------- | -------------------- |
| Tatyana Volozhanina | Geral  | —            | —            | —            | —            | —            | —            | 28.250      | 31.250      | 30.500      | 26.450      | 116.450 | 8                 | [ 5 ]                |
| Tatyana Volozhanina | Arco   | 28.250       | —            | —            | —            | —            | 14           | Não avançou | —           | —           | —           | —       | —                 | [ 6 ]                |
| Tatyana Volozhanina | Bola   | —            | 31.250       | —            | —            | —            | 3            | —           | 31.550      | —           | —           | —       | Medalha de bronze | [ 7 ] [ 8 ] [ 9 ]    |
| Tatyana Volozhanina | Maças  | —            | —            | 30.500       | —            | —            | 2            | —           | —           | 30.850      | —           | —       | Medalha de ouro   | [ 10 ] [ 11 ] [ 12 ] |
| Tatyana Volozhanina | Fita   | —            | —            | —            | 26.450       | —            | 12           | —           | —           | —           | Não avançou | —       | —                 | [ 13 ]               |
| Lachezara Pekova    | Geral  | —            | —            | —            | —            | —            | —            | 28.450      | 30.400      | 29.250      | 26.100      | 114.200 | 12                | [ 5 ]                |
| Lachezara Pekova    | Arco   | 28.450       | —            | —            | —            | —            | 10           | Não avançou | —           | —           | —           | —       | —                 | [ 6 ]                |
| Lachezara Pekova    | Bola   | —            | 30.400       | —            | —            | —            | 7            | —           | Não avançou | —           | —           | —       | —                 | [ 7 ]                |
| Lachezara Pekova    | Maças  | —            | —            | 29.250       | —            | —            | 9            | —           | —           | Não avançou | —           | —       | —                 | [ 10 ]               |
| Lachezara Pekova    | Fita   | —            | —            | —            | 26.100       | —            | 13           | —           | —           | —           | Não avançou | —       | —                 | [ 13 ]               |

### Taekwondo
Masculino
| Atleta        | Evento   | Oitavas                | Quartas                | Semifinais             | Final                  | Posição     | Ref.   |
| Atleta        | Evento   | Adversário e resultado | Adversário e resultado | Adversário e resultado | Adversário e resultado | Posição     | Ref.   |
| ------------- | -------- | ---------------------- | ---------------------- | ---------------------- | ---------------------- | ----------- | ------ |
| Kaloyan Binev | até 74kg | Bye                    | KAZ A. Maripov D 1–2   | Não avançou            | Não avançou            | Não avançou | [ 14 ] |

Legenda
| Recorde mundial      | Recorde mundial (World record)               |                       | Recorde africano                      | Recorde africano (African) |                                           | Q | Classificado por posição (Qualified) |
| Recorde olímpico     | Recorde olímpico (Olympic record)            | Recorde da América    | Recorde da América (Americas)         | q                          | Classificado por melhor tempo (Qualified) |   |                                      |
| Melhor marca do ano  | Melhor marca do ano (World leading)          | Recorde asiático      | Recorde asiático (Asian)              | DNS                        | Não largou (Did not start)                |   |                                      |
| Recorde nacional     | Recorde nacional (National record)           | Recorde europeu       | Recorde europeu (European)            | DNF                        | Não terminou (Did not finish)             |   |                                      |
| Recorde pessoal      | Recorde pessoal do atleta (Personal best)    | Recorde da Oceania    | Recorde da Oceania (Oceania)          | DSQ / DQ                   | Desclassificado (Disqualified)            |   |                                      |
| Recorde da temporada | Recorde da temporada do atleta (Season best) | Recorde sul-americano | Recorde sul-americano (South America) | NM                         | Sem marca (No mark)                       |   |                                      |